# Leschi

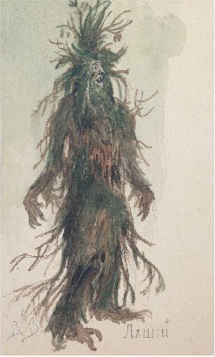
Illustration von Wiktor Wasnezow (1885)

Leschi (russisch Леший) ist ein Waldgeist aus der slawischen Mythologie.
Er galt sowohl als der Herr des Waldes als auch als ein Trickster. Er veränderte sein Aussehen, so oft es ihm gefiel. Ein Leschi konnte so groß wie ein Baum sein oder so klein, dass er unter einem Grashalm durchschlüpfen konnte. Er konnte ein Wirbelwind aus Blättern, eine Eule, ein Wolf oder ein alter Mann im Pelzmantel sein. In seiner menschlichen Form fehlen ihm Augenbrauen, Wimpern und das rechte Ohr, sein Kopf ist etwas spitz und er trägt weder einen Hut noch einen Gürtel.
Einen Leschi soll man besser hören als sehen können. Seine Stimme konnte das Rascheln der Blätter oder den Wind in den Bäumen imitieren. Mit verlockenden Rufen konnte er Menschen auch von sicheren Waldwegen abbringen.  Sobald ein Mensch merkte, dass er den Pfad verloren hatte, bestand die einzige Hoffnung auf einen Ausweg darin, den Leschi zum Lachen zu bringen. Der einfachste Weg, dies zu tun, bestand darin, sich auszuziehen und alle Kleidungsstücke verkehrt herum wieder anzuziehen. Der Leschi fand diese Albernheit komisch, und der Mensch hörte Gelächter und fand sich plötzlich auf dem vertrauten Pfad wieder. Wenn ein Mensch einen Leschi wirklich verärgerte, gab es kein Entkommen und er wurde in den tiefen Wald geführt und zu Tode gekitzelt.
Der Leschi war wie andere Waldbewohner auf die Jahreszeiten eingestellt und hielt im Winter Winterschlaf. Wenn er im Frühling erwachte, war der Leschi am gefährlichsten. Er lief wild und fast gedankenlos vor urzeitlicher Freude umher. Frauen waren zu dieser Zeit besonders gefährdet, da der Leschi jede vergewaltigte, die ihm über den Weg lief. Im Sommer war der Leschi in einer weniger gefährlichen Gemütsverfassung und spielte den Menschen Streiche, verletzte sie aber selten. Im Herbst war der Leschi streitsüchtiger und wollte kämpfen und alle wilden Tiere verscheuchen, die ihm zu nahe kamen. Der Blud ist ein anderer Naturgeist, der ein Assistent des Leschi sein soll.
Verschiedene Leschis sollen verschiedene Teile des Waldes regiert und Wetten miteinander abgeschlossen haben, indem sie Eichhörnchen und andere Kleintiere als Zahlungsmittel verwendeten. Im frühen 19. Jahrhundert kam es zu einer Eichhörnchenwanderung von einem Teil des russischen Waldes in einen anderen. Dies ist ein natürliches Phänomen, aber in der Folklore bedeutete dies, dass der Leschi eine Wette gegen einen anderen verloren hatte und seine Schulden bezahlen musste.